# 1029 (szám)
Az 1029 (római számmal: MXXIX) az 1028 és 1030 között található természetes szám.

## A szám a matematikában
A tízes számrendszerbeli 1029-es a kettes számrendszerben 10000000101, a nyolcas számrendszerben 2005, a tizenhatos számrendszerben 405 alakban írható fel.
Az 1029 páratlan szám, összetett szám. Kanonikus alakja 31 · 73, normálalakban az 1,029 · 103 szorzattal írható fel. Nyolc osztója van a természetes számok halmazán, ezek növekvő sorrendben: 1, 3, 7, 21, 49, 147, 343 és 1029.
Az 1029 tizennyolc szám valódiosztó-összegeként áll elő, melyek közül a legkisebb a 7147.

## Csillagászat
- 1029 La Plata kisbolygó